# Dean Gorré
Dean Gorré (ur. 10 grudnia 1970 w Paramaribo) – holenderski piłkarz pochodzenia surinamskiego, występujący na pozycji pomocnika, a także trener.

## Kariera
Gorré profesjonalną karierę rozpoczynał w 1987 roku, w drugoligowym SVV. W debiutanckim sezonie rozegrał tam cztery ligowe pojedynki. Od kolejnego sezonu był podstawowym zawodnikiem składu tego zespołu. W 1990 wywalczyli awans do Eredivisie. Debiut w tej lidze zaliczył 12 maja 1991, w przegranym 1-4 spotkaniu przeciwko RKC Waalwijk. W ekstraklasie zagrał zaledwie pięciokrotnie, a po spadku jego drużyny do drugiej ligi, Gorré odszedł do FC Dordrechtu.
Szybko przebił się tam do wyjściowej jedenastki, zaliczając 32 spotkania w lidze i zdobywając w nich 8 goli. Po zakończeniu rozgrywek Eredivisie został sprzedany do Feyenoordu. W debiutanckim sezonie wywalczył z tym klubem mistrzostwo Holandii. Rok później został wicemistrzem tego kraju, a także zdobywcą Pucharu Holandii.
Zimą 1995 odszedł do FC Groningen. W pierwszym sezonie zajął z tym klubem trzynaste miejsce w lidze, ale zakwalifikował się do Pucharu Intertoto. Zakończyli go jednak już na fazie wstępnej. Rok później uplasowali się na dziewiątej pozycji w tabeli, ale ponownie grali w Pucharze Intertoto. Podobnie jak w poprzedniej edycji rozgrywek, nie przeszli pierwszej rundy. W ostatnim sezonie pobytu w Groningen wywalczył dziesiąte miejsce w Eredivisie.
W 1997 roku przeszedł do Ajaxu Amsterdam. W pierwszym sezonie zdobył z tym zespołem mistrzostwo Holandii, a rok później puchar tego kraju. Po dwóch latach spędzonych w stolicy Holandii, został zawodnikiem drugoligowego Huddersfield Town. Szybko wywalczył tam sobie miejsce w wyjściowej jedenastce i łącznie rozegrał tam 62 mecze i zdobył 7 bramek.
W 2001 został kupiony przez Barnsley F.C., grający w tej samej klasie rozgrywkowej co Huddersfield. Już w pierwszym sezonie spadł z tym klubem do trzeciej ligi. Dwa lata później przeszedł do Blackpool F.C. Po rozegraniu jednego spotkania w tej drużynie, postanowił zakończyć karierę.
Po zakończeniu kariery był trenerem rezerw Stoke City F.C. Później pracował w Southampton F.C., gdzie był asystentem Jana Poortvlieta, zwolnionego z posady w 2009 roku.
| Sezon   | Klub              | Kraj     | Rozgrywki      | Mecze | Bramki |
| ------- | ----------------- | -------- | -------------- | ----- | ------ |
| 1987/88 | SVV               | Holandia | Eerste divisie | 4     | 0      |
| 1988/89 | SVV               | Holandia | Eerste divisie | 36    | 4      |
| 1989/90 | SVV               | Holandia | Eerste divisie | 26    | 1      |
| 1990/91 | SVV               | Holandia | Eredivisie     | 16    | 1      |
| 1991/92 | SVV/Dordrecht'90  | Holandia | Eredivisie     | 32    | 8      |
| 1992/93 | Feyenoord         | Holandia | Eredivisie     | 25    | 2      |
| 1993/94 | Feyenoord         | Holandia | Eredivisie     | 12    | 3      |
| 1994/95 | Feyenoord         | Holandia | Eredivisie     | 5     | 1      |
| 1994/95 | FC Groningen      | Holandia | Eredivisie     | 12    | 3      |
| 1995/96 | FC Groningen      | Holandia | Eredivisie     | 34    | 4      |
| 1996/97 | FC Groningen      | Holandia | Eredivisie     | 34    | 11     |
| 1997/98 | AFC Ajax          | Holandia | Eredivisie     | 22    | 3      |
| 1998/99 | AFC Ajax          | Holandia | Eredivisie     | 14    | 1      |
| 1999/00 | Huddersfield Town | Anglia   | Division One   | 28    | 4      |
| 2000/01 | Huddersfield Town | Anglia   | Division One   | 34    | 3      |
| 2001/02 | Barnsley F.C.     | Anglia   | Division One   | 19    | 2      |
| 2002/03 | Barnsley F.C.     | Anglia   | Division Two   | 27    | 0      |
| 2003/04 | Barnsley F.C.     | Anglia   | Division Two   | 19    | 7      |
| 2004/05 | Blackpool F.C.    | Anglia   | League One     | 1     | 0      |